# Zaphne aculeata
Zaphne aculeata är en tvåvingeart som beskrevs av Griffiths 1998. Zaphne aculeata ingår i släktet Zaphne och familjen blomsterflugor. Inga underarter finns listade i Catalogue of Life.